# Ever Palacios
Ever Palacios (Cali, Colòmbia, 18 de gener de 1969) és un futbolista colombià retirat que disputà deu partits amb la selecció de Colòmbia.